# Paralemanea
Paralemanea, rod slatkovodnih crvenih algi iz porodice Lemaneaceae, dio reda Batrachospermales. Taksonomski je priznat kao zaseban rod s 12 priznatih vrsta iz Sjeverne Amerike.

## Vrste
1. Paralemanea annulata (Kützing) M.L.Vis & R.G.Sheath
2. Paralemanea brandegeeae Blum
3. Paralemanea californica Blum
4. Paralemanea catenata (Kützing) M.L.Vis & Sheath
5. Paralemanea deamii Blum
6. Paralemanea gardneri Blum
7. Paralemanea grandis (Wolle) S.Kumano
8. Paralemanea mexicana (Kützing) M.L.Vis & R.G.Sheath
9. Paralemanea parishii Blum
10. Paralemanea parvula (Sirodot) S.L.Xie & Z.X.Shi
11. Paralemanea torulosa (Roth) Sheath & A.R.Sherwood
12. Paralemanea tulensis Blum